# Radiola (musikalbum)
Radiola är The Fine Arts Showcase' andra studioalbum, utgivet 2006 på Adrian Recordings. Skivan var gruppens första för bolaget sedan man lämnat Startracks. I Tyskland gavs skivan ut av Stickman Records.

## Låtlista
Alla låtar är skrivna av Gustaf Kjellvander.
1. "Radiola"
2. "The Shoplifter's Union"
3. "Danish Light"
4. "Chemical Girl"
5. "I Don't Worry"
6. "Brother in Black"
7. "Part II"
8. "Frida and I"
9. "Or So I've Hyrd"
10. "The Voice of Goldstein"
11. "Anna and the Moon"
12. "Spannish Kerosene"
13. "Laughter"

## Personal
- Pelle Gunnerfeldt – mixning (spår 2–6, 12–13)
- Henrik Jonsson – mastering
- Gustaf Kjellvander – arrangemang, producent
- Mathias Oldén – mixning (spår 1, 7–11), producent

## Mottagande
Skivan fick ett gott mottagande och snittar på 3,7/5 på Kritiker.se, baserat på sex recensioner.

### Fotnoter
1. 1 2  ”Radiola”. Discogs.com. http://www.discogs.com/Fine-Arts-Showcase-Radiola/release/1027363. Läst 19 december 2012.
2. ↑  ”Radiola”. Kritiker.se. http://kritiker.se/skivor/fine-arts-showcase/radiola/. Läst 19 december 2012.